# Shimogō
Shimogō (jap. 下郷町 Shimogō-machi) – miasto w Japonii, na wyspie Honsiu, w prefekturze Fukushima. Według danych na rok 2020 miejscowość zamieszkiwało 5 264 mieszkańców , a gęstość zaludnienia wyniosła 16,6 os./km².